# Frêne de Syrie
Fraxinus syriaca
Espèce
Classification phylogénétique
Le  Frêne de Syrie , Fraxinus syriaca Boiss., est une espèce de plantes à fleurs de la famille des Oleaceae. C'est un arbre originaire de la Syrie.

## Synonymes
- Fraxinus angustifolia Vahl syriaca (Boiss.) Yalt.
- Fraxinus oxyphylla var. oligophylla Boiss.

## Habitat
L'espèce aimant bien les endroits ensoleillés, elle s’est tout naturellement acclimatée dans les pays méditerranéens mais aussi en Iran et on la trouve même jusqu’au Turkestan. Dans ces pays on a constaté sa bonne résistance à la sécheresse et au gel.

## Description
C’est un arbre de taille moyenne à couronne dense et à feuillage caduc, poussant à une hauteur variant entre 10 et 15 m.
Les rameaux glabres, de couleur vert olive portent en hiver des bourgeons lisses de couleur gris brun.
Les fruits sont des samares de forme obovale qui ont de 3 à 6 cm de longueur et arrivent à maturité en octobre.
Les feuilles opposées, ou disposées en verticilles de 20 cm de longueur composés de longs folioles sessiles acuminés à bord denté en scie, mesurent de 4 à 7 cm de long sur 2 à 3 cm de large. Glabres sur les deux faces, elles sont de couleur vert foncé sur leur face supérieure et vert clair en dessous.
Les panicules terminales portent de petites fleurs sans calice ni corolle dont l’anthère pourpre est nettement plus courte que le pistil.

## Utilisation
Sa très grande robustesse en fait un arbre idéal d’alignement le long des routes.